# Melicope incana
Melicope incana är en vinruteväxtart som beskrevs av Thomas Gordon Hartley. Melicope incana ingår i släktet Melicope och familjen vinruteväxter. Inga underarter finns listade i Catalogue of Life.